# Reinhard Brussmann
Reinhard Brussmann (* 1957 in Österreich) ist ein österreichischer Musicaldarsteller, Opernsänger (Tenor) und Schauspieler.

## Leben
Brussmann absolvierte eine Ausbildung am Konservatorium der Stadt Wien in der Sparte Oper. Anfangs spielte er in verschiedenen Opernpartien. Seine erste Musical-Rolle bekam er als Jean Valjean in Les Misérables und wurde dafür im Jahr 1990 von der österreichischen Theatergemeinde als Darsteller des Jahres ausgezeichnet. Von 1995 bis 1996 war Brussmann Ensemblemitglied am Opernhaus Leipzig.

## Rollen (Auswahl)
- 2022 Robin Hood – Das Musical (Schlosstheater Fulda – Spotlight Musicals) – Doppelrolle als Earl William von Loxley/John Little
- 2018 Die Päpstin – Das Musical (Schlosstheater Fulda) – als Aeskulapius
- 2016 Der Medicus – Das Musical (Spotlight Musicals Fulda) – als Ibn Sina
- 2016 Don Camillo und Peppone (Theater St. Gallen) – als Filotti
- 2014 Sunset Boulevard (Freilichtspiele Tecklenburg) – als Max von Mayerling
- 2014 Joseph and the amazing technicolor Dreamcoat (Freilichtspiele Tecklenburg) – als Jakob
- 2013–2014 Ein Mann geht durch die Wand – als Staatsanwalt
- 2013 Der Graf von Monte Christo (Freilichtspiele Tecklenburg) – als Abbé
- 2013 Der Schuh des Manitu (Freilichtspiele Tecklenburg) – als Santa Maria
- 2012 Das Phantom der Oper (Vereinigte Bühnen Wien – Ronacher) – als Monsieur Firmin
- 2011–2012 Kein Pardon (Capitol Theater Düsseldorf) – als Bertram
- 2011 Crazy for you (Freilichtspiele Tecklenburg) – als Everett Baker
- 2010–2011 Jekyll und Hyde (Tournee – Stadttheater Fürth) – als Sir Danvers Carew
- 2010 Bonifatius (Schloßtheater Fulda, Theater Erfurt) – als Bonifatius
- 2010–2012 Die Csardasfürstin (Aalto-Theater Essen) – als Fürst Weilersheim
- 1988–1990 Les Misérables (Raimundtheater Wien) – als Jean Valjean

## Diskografie
- Robin Hood – Original Fulda Cast 2021
- Der Medicus – Original Fulda Cast 2016
- Bonifatius – Die Highlights 2010
- Der kleine Medicus 2009
- Wenn das wirklich Liebe ist (aus Bonifatius) – 2005 Single
- Bonifatius – Das Musical – Orig. Weltpremieren Cast 2004
- Jesus Christ Superstar – Original Bad Hersfeld Cast 2003 Doppel-CD
- Cyrano – Das Musical (Orig. German Cast Recording) 1999
- Les Misérables – 10th Anniversary in Concert at Royal Albert Hall 1996/99 Doppel-CD & DVD
- Les Misérables – Die Musical Sensation in Wien (Dt. Originalaufnahme) 1989 Doppel-CD